# James Earl Jones
James Earl Jones (Arkabutla (Mississippi), 17 januari 1931 – Pawling (New York), 9 september 2024) was een Amerikaans acteur en stemacteur. 
Hij stond bekend om het vertolken van de stem van Darth Vader in de Star Wars-films en de stem van Mufasa in The Lion King. 

## Biografie

### Jeugd en studie
Jones werd geboren in Arkabutla in Mississippi als zoon van acteur Robert Earl Jones en onderwijzeres Ruth Jones. Hij groeide op in Dublin, een klein plaatsje in Michigan. Hij leerde aanvankelijk acteren als stottertherapie, maar hij is nooit helemaal van het stotteren afgekomen. Na het doorlopen van High School in Brethen studeerde Jones aan de Universiteit van Michigan.

### Loopbaan
Jones speelde in meer dan 160 producties. Zijn eerste rol was een kleine in Dr. Strangelove or: How I Learned to Stop Worrying and Love the Bomb (1964) van Stanley Kubrick, hoewel hij daarvoor al twee gastrollen speelde in de televisieseries Look Up and Live en East Side/West Side. Hij speelde in 1966 in de soap As the World Turns. 
Het handelsmerk van Jones was zijn diepe, vaak voor onheilspellende doeleinden toegepaste stemgeluid. Hiermee werd hij wereldberoemd als de stem van Darth Vader in de Star Wars-trilogie: Star Wars: Episode IV: A New Hope (1977), Star Wars: Episode V: The Empire Strikes Back (1980) en Star Wars: Episode VI: Return of the Jedi (1983). Hij werd echter nooit gecrediteerd voor zijn rol in de (originele) Star Wars-trilogie. Later keerde Jones terug als de stem van Darth Vader in de films Star Wars: Episode III: Revenge of the Sith (stem, 2005) en Rogue One: A Star Wars Story (stem, 2016) maar ook de televisieserie Obi-Wan Kenobi (stem, 2022) op de streamingdienst Disney+. Jones sprak in 1994 ook onder meer de stem van Mufasa in The Lion King (1994) in. Deze rol sprak hij opnieuw in voor The Lion King II: Simba's Pride en The Lion King (2019).
Andere memorabele films waarin Jones een rol speelde, zijn Conan the Barbarian (1982), Coming to America (1988), Patriot Games (1992) en Judge Dredd (stem, 1995). Jones was daarnaast op het toneel actief. In 1969 won hij een Tony Award voor zijn rol in het stuk The Great White Hope. In 1987 won hij nog een Tony, ditmaal voor zijn bijdrage aan het stuk Fences.
De stem van Jones was regelmatig te horen op CNN in de station call van de zender ("This is CNN"). Hij had een gastrol in aflevering 4 van seizoen 6 van de tv-serie Will & Grace, en in aflevering 14 van seizoen 7 van de tv-serie The Big Bang Theory waarin hij zichzelf speelde.

### Privéleven
Jones was van 1968 tot 1972 getrouwd met actrice en zangeres Julienne Marie. Op 15 maart 1982 huwde hij Cecilia Hart. Ze waren tot haar overlijden in 2016 samen en hadden één zoon.
In 1998 werd tijdens de live-uitzending van een basketbalwedstrijd bekend gemaakt dat James Earl Jones overleden was. Het betrof echter James Earl Ray, de moordenaar van Martin Luther King. 
Jones overleed op 9 september 2024 op 93-jarige leeftijd.

## Onderscheidingen
Hij werd in 1971 genomineerd voor een Academy Award voor zijn hoofdrol in The Great White Hope. Meer dan tien acteerprijzen werden hem daadwerkelijk toegekend, waaronder een Golden Globe voor The Great White Hope, Emmy Awards voor zowel Gabriel's Fire (televisieserie) als Heat Wave (televisiefilm) en een Daytime Emmy Award voor Summer's End (televisiefilm).

## Filmografie
- Look Up and Live Televisieserie - Book (Afl., Room for Death, 1954)
- The Defenders Televisieserie - Andrews (Afl., Along Came a Spider, 1962)
- East Side/West Side Televisieserie - Joe (Afl., Who Do You Kill?, 1963)
- Dr. Strangelove or: How I Learned to Stop Worrying and Love the Bomb (1964) - Lt. Lothar Zogg
- Channing Televisieserie - Dr. Peter Cooke (Afl., Freedom Is a Lovesome Thing God Wot, 1964)
- The Defenders Televisieserie - Reverend Harris Bonham (Afl., The Non-Violent, 1964)
- Dr. Kildare Televisieserie - Dr. Lou Rush (Afl., A Cry from the Street, 1966|Gratitude Won't Pay the Bills, 1966|Adrift in a Sea of Confustion, 1966|These Hands That Heal, 1966)
- The Guiding Light Televisieserie - Dr. Jim Frazier #2 (Afl. onbekend, 1966)
- As the World Turns Televisieserie - Dr. Jerry Turner (Afl. onbekend, 1966)
- Tarzan Televisieserie - Chief Bella (Afl., To Steal the Rising Sun, 1967)
- The Comedians (1967) - Dr. Magiot
- Tarzan Televisieserie - Nerlan (Afl., The Convert, 1968)
- N.Y.P.D. Televisieserie - Rol onbekend (Afl., Candy Man: Part 1 & 2, 1969)
- End of the Road (1970) - Doctor D
- The Great White Hope (1970) - Jack Jefferson
- The Man (1972) - Douglass Dilman
- Black Omnibus Televisieserie - Presentator (1973)
- King Lear (Televisiefilm, 1974) - King Lear
- Claudine (1974) - Roop
- The Cay (Televisiefilm, 1974) - Timothy
- The UFO Incident (Televisiefilm, 1975) - Barney Hill
- Vegetable Soup Televisieserie - Long John Spoilsport (Afl. onbekend, 1976)
- The River Niger (1976) - Johnny Williams
- The Bingo Long Traveling All-Stars & Motor Kings (1976) - Leon Carter, All-Star (C)
- Swashbuckler (1976) - Nick Drebitt
- Deadly Hero (1976) - Rabbit
- Jesus of Nazareth (Mini-serie, 1977) - Balthazar
- The Greatest (1977) - Malcolm X
- Star Wars (1977) - Darth Vader (stem)
- Exorcist II: The Heretic (1977) - Older Kokumo
- The Last Remake of Beau Geste (1977) - Sheikh
- A Piece of the Action (1977) - Joshua Burke
- The Greatest Thing That Almost Happened (Televisiefilm, 1977) - Morris Bird, Jr.
- The Star Wars Holiday Special (Televisiefilm, 1978) - Darth Vader (stem)
- Roots: The Next Generations (Mini-serie, 1979) - Alex Haley
- Paul Robeson (Televisiefilm, 1979) - Paul Robeson
- Paris Televisieserie - Detective Captain Woodrow 'Woody' Paris (12 afl., 1979-1980)
- Guyana Tragedy: The Story of Jim Jones (Televisiefilm, 1980) - Father Divine
- Star Wars: Episode V: The Empire Strikes Back (1980) - Darth Vader (stem, niet op aftiteling)
- The Golden Moment: An Olympic Love Story (Televisiefilm, 1980) - Dane Oliver
- The Creation (1981) - Verteller
- The Bushido Blade (1981) - De gevangene
- Freedom to Speak (Mini-serie, 1982) - Frederick Douglass/Martin Luther King Jr.
- The Flight of Dragons (1982) - Ommadon (stem)
- Conan the Barbarian (1982) - Thulsa Doom
- ABC Afterschool Specials Televisieserie - Gabriel (Afl., Amy and the Angel, 1982)
- Blood Tide (1982) - Frye
- Star Wars (Computerspel, 1983) - Darth Vader (stem)
- Star Wars: Episode VI: Return of the Jedi (1983) - Darth Vader (stem)
- The Vegas Strip War (Televisiefilm, 1984) - Jack Madrid
- The Atlanta Child Murders (Mini-serie, 1985) - Majoor Walker
- Me and Mom Televisieserie - Lou Garfield (Afl. onbekend, 1985)
- City Limits (1985) - Albert
- Faerie Tale Theatre Televisieserie - Geest (Afl., Aladdin and His Wonderful Lamp, 1986)
- Soul Man (1986) - Professor Banks
- Allan Quatermain and the Lost City of Gold (1986) - Umslopogaas
- Highway to Heaven Televisieserie - Gabe Wilson (Afl., A Song of Songs, 1987)
- Gardens of Stone (1987) - Sgt. Maj. 'Goody' Nelson
- My Little Girl (1987) - Ike Bailey
- Pinocchio and the Emperor of the Night (1987) - Emperor of the Night (stem)
- Matewan (1987) - 'Few Clothes' Johnson
- CBS Schoolbreak Special Televisieserie - Detective Robb (Afl., Soldier Boys, 1987)
- Terrorgram (1988) - Retribution (Stem)
- Lone Star Kid (Televisiefilm, 1988) - Rol onbekend
- Coming to America (1988) - Koning Jaffe Joffer
- The Hunting of the Snark (1989) - Verteller
- L.A. Law Televisieserie - Lee Atkins (Afl., Chariots of Meyer, 1988|Victor/Victorious, 1989)
- Three Fugitives (1989) - Dugan
- Field of Dreams (1989) - Terence 'Terry' Mann
- Saturday Night with Connie Chung Televisieserie - Vernon Johns (Afl., God's Bad Boy, 1989)
- Best of the Best (1989) - Coach Couzo
- Teach 109 (Televisiefilm, 1990) - Dr. Winston
- The Hunt for Red October (1990) - Admiraal James Greer
- The Ambulance (1990) - Lt. Spencer
- The Simpsons Televisieserie - Verhuizer/Serak the Preparer/Verteller (stem, afl., Treehouse of Horror, 1990)
- By Dawn's Early Light (Televisiefilm, 1990) - Looking Glass General - 'Alice'
- Last Flight Out (Televisiefilm, 1990) - Al Topping
- Heat Wave (Televisiefilm, 1990) - Junius Johnson
- Ivory Hunters (Televisiefilm, 1990) - Inspecteur Nkuru
- Grim Prairie Tales: Hit the Trail...to Terror (1990) - Morrison
- Gabriel's Fire Televisieserie - Gabriel Bird (Afl., To Catch a Con: Part 1, 1990)
- Mathnet Televisieserie - Chief Thad Greene (Afl., The Trial of George Frankly, 1987|The Problem of the Passing Parade, 1987|The Case of the Missing Air, 1988, stem|The Case of the Deceptive Data, 1988|Despair in Monterey Bay, 1991)
- Scorchers (1991) - Bear
- Square One on TV Televisieserie - Chief Thad Greene (Episode 4.6, 1991)
- Convicts (1991) - Ben
- The Second Coming (1992) - Verteller
- Ramayana: The Legend of Prince Rama (1992) - Verteller
- Pros and Cons Televisieserie - Gabriel Bird (7 afl., 1991-1992)
- Patriot Games (1992) - Adm. James Greer
- Freddie as F.R.O.7 (1992) - Verteller Amerikaanse versie (stem)
- Sneakers (1992) - NSA Agent Bernard Abbott
- Garfield and Friends Televisieserie - Diablo (Afl., The Cartoon Cat Conspiracy/The Picnic Panic/Ghost of a Chance!, 1992, stem)
- Lincoln (Televisiefilm, 1992) - Verteller (stem)
- Dreamrider (1993) - William Perry
- Sommersby (1993) - Rechter Barry Conrad Issacs
- ABC Weekend Specials Televisieserie - Rol onbekend (Afl., The Parsley Garden, 1993)
- The Sandlot (1993) - Mr. Mertle
- Excessive Force (1993) - Jake
- The Meteor Man (1993) - Earnest Moses
- Percy & Thunder (Televisiefilm, 1993) - Percy
- Law & Order Televisieserie - Horace McCoy (Afl., Profile, 1993)
- Long Ago and Far Away Televisieserie - Presentator (Afl. onbekend, 1989-1993)
- American Playhouse Televisieserie - Old Man Taylor (Afl., Hallelujah, 1993)
- The Lion King (Computerspel, 1994) - Mufasa (stem)
- Under a Killing Moon (Computerspel, 1994) - The Big P.I. in the sky
- The Vernon Johns Story (Televisiefilm, 1994) - Vernon Johns
- Confessions: Two Faces of Evil (Televisiefilm, 1994) - Charles Lloyd
- Picket Fences Televisieserie - Bryant Thomas (Afl., System Down, 1994)
- Clean Slate (1994) - John Dolby
- Lois & Clark: The New Adventures of Superman Televisieserie - Franklin W. Stern (Afl., The House of Luthor, 1994)
- Twilight Zone: Rod Serling's Lost Classics (Televisiefilm, 1994) - Presentator
- The Simpsons Televisieserie - Maggie Simson (Afl., Treehouse of Horror V, 1994, stem)
- The Lion King (1994) - Koning Mufasa (Stem)
- Clear and Present Danger (1994) - Adm. James Greer
- Bah, Humbug!: The Story of Charles Dickens' 'A Christmas Carol' (Televisiefilm, 1994) - Verteller/Ebenezer Scrooge
- People: A Musical Celebration (Televisiefilm, 1995) - The Storyteller
- Signs and Wonders (Televisiefilm, 1995) - Diamond
- Jefferson in Paris (1995) - Madison Hemings
- Judge Dredd (1995) - Verteller (stem, niet op aftiteling)
- Cry, the Beloved Country (1995) - Rev. Stephen Kumalo
- A Family Thing (1996) - Ray Murdock
- 3rd Rock from the Sun Televisieserie - Verteller (Afl., Post-Nasal Dick, 1995, niet op aftiteling|See Dick Run, 1996, niet op aftiteling)
- Good Luck (1996) - James Bing (niet op aftiteling)
- Rebound: The Legend of Earl 'The Goat' Manigault (Televisiefilm, 1996) - Dr. McDuffie
- Timepiece (Televisiefilm, 1996) - Lawrence
- Monopoly Star Wars (Computerspel, 1997) - Darth Vader (stem)
- Touched by an Angel Televisieserie - Angel of Angels (Afl., Clipped Wings, 1997)
- Frasier Televisieserie - Norman Royster (Afl., Roz's Krantz & Gouldenstein Are Dead, 1997)
- The Second Civil War (Televisiefilm, 1997) - Jim Kalla
- Casper: Een geestig begin (Televisiefilm, 1997) - Kibosh (stem)
- Stargate SG-1 Televisieserie - Unas (Afl., Thor's Hammer, 1997, stem)
- Gang Related (1997) - Arthur Baylor
- Homicide: Life on the Street Televisieserie - Felix Wilson (Afl., Blood Ties: Part 1, 2 & 3, 1997)
- What the Deaf Man Heard (Televisiefilm, 1997) - Archibald Tucker
- Alone (Televisiefilm, 1997) - Grey
- The Simpsons Televisieserie - Verteller (stem, afl., Das Bus, 1998)
- Primary Colors (1998) - CNN Voice-over (stem)
- Merlin (Televisiefilm, 1998) - Mountain King
- The Lion King II: Simba's Pride (Video, 1998) - Mufasa (Stem)
- Recess Televisieserie - Santa Claus (Afl., Yes, Mikey, Santa Does Shave: Part 1 & 2, 1998, stem)
- Our Friend, Martin (Video, 1999) - Daddy King (stem)
- On the Q.T. (1999) - Leo
- Summer's End (Televisiefilm, 1999) - Dr. William 'Bill' Blakely
- Undercover Angel (1999) - De rechter
- Command & Conquer: Tiberian Sun (Computerspel, 1999) - James Solomon - GDI Generaal
- The Annihilation of Fish (1999) - Fish
- Santa and Pete (Televisiefilm, 1999) - Grandpa Nicholas
- Disney's American Legends (DVD, 2001) - Presentator
- Nine Dog Christmas (Televisiefilm, 2001) - Verteller (stem)
- Finder's Fee (2001) - Avery Phillips
- Recess Christmas: Miracle on Third Street (DVD, 2001) - Santa Claus
- Feast of All Saints (Televisiefilm, 2001) - Older Marcel
- Happily Ever After: Fairy Tales for Every Child Televisieserie - Additionele stemmen (Afl. onbekend, 1995-2000)
- According to Jim Televisieserie - Royal Flush XP Toilet (Afl., The Toilet, 2004, stem)
- Everwood Televisieserie - Will Cleveland (Afl., Three Miners from Everwood, 2003|The L Word, 2004|The Tipping Point, 2004)
- Robots (2005) - Voice Box bij Hardware Store (stem)
- The Sandlot 2 (DVD, 2005) - Mr. Mertle
- Star Wars: Episode III: Revenge of the Sith (2005) - Darth Vader (stem, niet op aftiteling)
- The Reading Room (Televisiefilm, 2005) - William Campbell
- Kingdom Hearts II (Computerspel, 2005) - Mufasa (archiefgeluid)
- The Benchwarmers (2006) - Darth Vader (stem)
- Scary Movie 4 (2006) - Verteller (stem, niet op aftiteling)
- Click (2006) - Verteller van Michaels verleden (stem, niet op aftiteling)
- Welcome Home Roscoe Jenkins (2008) - Papa Jenkins
- The Magic 7 (Televisiefilm, 2009) - 5-Toe (stem)
- House M.D. Televisieserie - Dibala (Afl., The Tyrant, 2009)
- Quantum Quest: A Cassini Space Odyssey (2009) - De professor (Stem, nog niet verschenen)
- Jack and the Beanstalk (2010) - De Reus (Stem)
- Star Tours – The Adventures Continue (2011) - Darth Vader (stem)
- Star Wars Rebels (2014-2018) - Darth Vader (stem)
- The Lion Guard: Return of the Roar (Televisiefilm, 2015) - Koning Mufasa (stem)
- Rogue One: A Star Wars Story (2016) - Darth Vader (stem)
- The Lion King (2019) - Mufasa (stem)
- Star Wars: Episode IX: The Rise of Skywalker (2019) - Darth Vader (stem)
- Coming 2 America (2021) - Koning Jaffe Joffer
- Obi-Wan Kenobi (2022) - Darth Vader (stem)
- Mufasa: The Lion King (2024) - Mufasa (stem), gearchiveerd materiaal als eerbetoon[3]

- Bibsys: 98043560
- Biblioteca Nacional de España: XX1266114
- Bibliothèque nationale de France: cb13987977j (data)
- CiNii: DA14460279
- Gemeinsame Normdatei: 119203219
- International Standard Name Identifier: 0000 0001 2030 4456
- Library of Congress Control Number: n84002480
- Nationale Bibliotheek van Letland: 000002869
- MusicBrainz: cfb8476b-625a-4de1-a508-84c91ba22bc3
- Nationale Bibliotheek van Tsjechië: xx0042960
- Nationale bibliotheek van Australië: 35858269
- Nationale Bibliotheek van Israël: 987007458862305171
- Nationale Bibliotheek van Polen: a0000001694957
- Nederlandse Thesaurus van Auteursnamen: 07369679X
- SNAC: w62231mr
- Système universitaire de documentation: 086261665
- Trove: 1118906
- Virtual International Authority File: 90666196
- WorldCat: E39PBJxWXq8yqp7DQJrqx7fg8C